# Them (banda)
Them foi uma banda formada em Belfast em abril de 1964. É mais conhecida pelo hit "Gloria" e por ser o início da carreira do cantor Van Morrison. O grupo foi comercializado no EUA como parte da Invasão Britânica.
A banda passou por diversas formações ao longo de sua carreira, sendo formada originalmente por Van Morrison nos vocais, Billy Harrison na guitarra, Eric Wrixon no piano e teclados, Alan Henderson no baixo e Ronnie Millings na bateria.
A imagem de revolta e inconformismo associada à banda foi exagerada, tanto por empresários quanto pela gravadora, a Decca, a tal ponto que passaram a encontrar dificuldades para trabalhar. Eram, inclusive, substituídos nas gravações por músicos de estúdio.
Van Morrison, no ano de 1967, cedendo à situação, resolver dissolver a banda, dando início a uma carreira solo brilhante, principalmente se considerarmos o reconhecimento crítico.Já a banda Them voltou a se reagrupar com Ken McDowell, Jerry Cole e Mel Austin nos vocais.